# Гелгел
Гелге́л — деревня в округе Клунгкунг на Бали, Индонезия. Деревня, расположенная недалеко от побережья в четырех километрах к югу от административного центра округа Семарапура, содержит ряд достопримечательностей, представляющих культурный интерес, и известна своей керамикой и тканью для церемониальной одежды. Пик влияния деревни пришелся на период царства Гелгела, которое доминировало на Бали примерно с начала XVI века до 1686 года. Сегодня не осталось никаких следов старого королевского дворца (Пури). Старая наследственная святыня правящей династии, Пура Джеро Агунг, все еще стоит на месте старого дворца. К востоку от Пура Джеро Агунг находится еще один старый храм, Пура Дасар, который является равнинным аналогом «материнского храма» Бали, Пура Бесаких . В деревне также находится самая старая мечеть на Бали, которая была построена яванскими хранителями старых королей.

## Ранняя история
История Гелгела подробно описана в традиционных хрониках, в частности в работе XVIII века Бабад Далем. Согласно этим текстам, завоевание Бали индуистским яванским королевством Маджапахит сопровождалось установлением вассальной династии в Сампрангане на территории современного регентства Джаньяр, недалеко от старого королевского центра Бедулу . Династия возникла в эпоху министра Маджапахита Гаджи Мада (ум. 1364). У первого правителя Сампрангана Шри Аджи Кресны Кепакисана было три сына. Старший, Далем Сампранган, сменил отца, но оказался тщеславным и некомпетентным правителем. Его младший брат Далем Кетут основал новый королевский престол в Гелгеле, в то время как власть Сампрангана ослабла. Позже он посетил Маджапахит и получил могущественные реликвии (пусака) от царя Хаяма Вурука. Через некоторое время королевство Маджапахит погрузилось в хаос и исчезло, оставив Далема Кетута и его балийское королевство наследниками своей индуистско-яванской культуры. Это традиционное описание проблематично, поскольку оно включает в себя непримиримые хронологические трудности; правитель Маджапахит Хайам Вурук умер в 1389 году, а падение Маджапахит произошло намного позже, в начале 16-го века.

## Золотой век
Из сравнения внешних и местных источников ясно, что Гелгел был могущественным государством на Бали в 16 веке. Сын Девы Кетут, Далем Батененгонг, предположительно правил в середине 16 века. При его дворе появился мудрец-брахман по имени Нирарта, который бежал от политического хаоса, царившего на Яве. Между правителем и Нирартой, который занимался обширной литературной деятельностью, сложились плодотворные отношения покровителя и священника. Считается, что во времена Далема Батуренгонга Ломбок, Западная Сумбава и Бламбанган (самая восточная Ява) попали под сюзеренитет Гелгел. После смерти Далема Батуренгонга его сын Далем Бекунг унаследовал правление, ознаменовавшееся двумя серьезными восстаниями придворных аристократов (традиционно датируемых 1558 и 1578 годами), и серьезным военным поражением от яванского королевства Пасуруан. Его брат и преемник Далем Сеганинг был успешным королем, долгое правление которого было относительно свободно от внутренних неприятностей. Местные хроники относят его смерть к 1623 году, хотя некоторые историки считают, что это произошло позже. Сын Далема Сеганинга, Далем Ди Мадэ, предпринял еще одну неудачную экспедицию против Явы, потерпевшую поражение от царя Матарама. В старости он оказался под влиянием своего главного министра (пати) Англурой Агунгом (Густи Агунг Марути). Некоторые местные тексты относят его смерть к 1642 году, но историки считают правильной датой 1651 или ок. 1665.
Голландские и португальские источники подтверждают существование могущественного королевства в 16-м и 17-м веках, которому подчинялись соседние области Ломбок, Западная Сумбава и Баламбанган. Рядом с царем (далем) находились старшие служители, принадлежащие к семействам Агунг и Лер, и наследственная линия наставников брахманов. Королевство Гелгел около 1619 года подверглось нападению со стороны морского королевства Макассар, которое лишило его владений в Сумбаве и по крайней мере в некоторых частях Ломбока. С Матарамом произошла битва за владение Бламбанганом в 1635—1647 годах; в итоге Гелгел одержал верх. Голландцы появились на острове впервые в 1597 году и вступили в дружеские отношения с правителем Гелгела. Последующие отношения между Голландской Ост-Индской компанией и королями Гелгела обычно были хорошими, хотя попытки конкретного политического сотрудничества были в основном безуспешными. Португальцы в Малакке отправили неудачную миссионерскую экспедицию к королю в 1635 году. Европейские источники описывают Бали в это время как густонаселенный остров с населением более 300 000 человек и процветающим сельскохозяйственным производством. К началу 17 века он был интегрирован в экономику архипелага Юго-Восточной Азии через торговцев из района Пасисир на северном побережье Явы. Эти торговцы обменивали перец из западной части архипелага на хлопчатобумажную ткань, произведенную на Бали, которую затем привозили в восточную Индонезию и на Филиппины. Однако сами балийцы не занимались торговлей.

## Раздробленность и падение
Согласно местным и голландским источникам, междоусобные конфликты вспыхнули в 1651 году после кончины правителя Гелгела и продолжались в течение следующих десятилетий. Королевский министр Англура Агунг назначил себя правителем Гелгела по крайней мере с 1665 года, но столкнулся с противодействием других сторон. В 1686 году Англура Агунг пал в битве с Батулепангом. После этого события наследник старой королевской линии по имени Дева Агунг Джамбе утвердился в качестве нового верховного правителя со своим престолом в Клунгкунге (Семарапура). Королевство Клунгкунг просуществовало до 20-го века. Однако новое королевство не смогло консолидировать элитные группы на Бали, как это сделал Гелгел. Правители (Дева Агунг) Клунгкунга продолжали удерживать положение верховных королей, но на самом деле остров был разделен на несколько королевств (Карангасем, Сукавати, Булеленг, Табанан, Бадунг и др.). Эта ситуация политической фрагментации продолжалась до голландского колониального завоевания между 1849 и 1908 годами. С перемещением королевского престола сам Гелгел превратился в деревню, которой управляла боковая ветвь династии Дева Агунг. Примерно в 1730-х годах тогдашний правитель Гелгела был атакован и убит тремя принцами Карангасема, отца которого он убил. В 1908 году, во время голландской интервенции на Бали, местный правитель напал на отряд голландских колониальных солдат, что стало поводом для знаменитого пупутана (ритуального самоубийства) во дворце Клунгкунг (18 апреля 1908 года), где королевская династия и их слуги совершили самоубийственное нападение на хорошо вооруженные голландские войска.

## Список правителей
- Далем Кетут начала 16 века?
- Далем Baturenggong середина 16-го века
- Далем Бекунг упомянут в 1558—1578
- Далем Сеганинг ум. 1623 или 1651
- Dalem Di Made ум. 1642 или 1651 или 1665
- Дева Пачекан ум. 1650? (упоминается только в некоторых списках)
- Dewa Cawu ум. 1673? (упоминается только в некоторых списках)
- Anglurah Agung до 1665—1686